# Hierodula torinca
Hierodula torinca es una especie de mantis de la familia Mantidae.

## Distribución geográfica
Se encuentra en Sulawesi (Indonesia), isla Torina.